# Gyoji Matsumoto
Gyoji Matsumoto, född 13 augusti 1934 i Saitama prefektur, död 2 september 2019 i Saitama i Saitama prefektur, var en japansk tidigare fotbollsspelare.